# Christoph Müller (Fußballspieler)
Christoph Müller (* 19. Juni 1975 in Aschaffenburg) ist ein ehemaliger deutscher Fußballtorhüter.

## Karriere
In seiner Jugend spielte er für den FC Oberafferbach, Eintracht Frankfurt und von 1988 bis 1990 bei Viktoria Aschaffenburg. Mit 15 Jahren wechselte er schließlich in die Jugendabteilung des 1. FC Nürnberg. Dort rückte er 1996 aus der Reserve in die erste Mannschaft auf, mit der er 1997 Regionalligameister wurde. In der Saison 1997/98 war er mit 22 Jahren zweiter Torhüter in der 2. Fußball-Bundesliga. Der Club stieg mit Müller in dieser Spielzeit als drittplatzierter Verein in die Fußball-Bundesliga auf. Da Christoph Müller bei Nürnberg keinen Vertrag für die Fußball-Bundesliga bekam, wurde er danach von Rot-Weiß Oberhausen für eine weitere  Saison in der 2. Fußball-Bundesliga  verpflichtet. Ab der Saison 2000/01 spielte er ununterbrochen in der Fußball-Regionalliga Nord zunächst in der Saison 2000/01 und 2001/02 beim  damaligen Regionalligisten Rot-Weiss Essen, in der Saison 2002/03 beim SC Verl und in der Saison 2003/04 bei den Amateuren von FC Schalke 04 II.
Im Juli 2004 wechselte Christoph Müller zum 1. FC Kleve, mit dem er im Sommer 2008 aus der Oberliga Nordrhein in die Regionalliga West aufstieg. Nach dem direkten Wiederabstieg der Klever aus der Regionalliga folgte im Juli 2009 ein Wechsel zum NRW-Ligisten Sportfreunde Siegen. Diesen Verein verließ Müller jedoch bereits wieder zur Winterpause in Richtung des Ligakonkurrenten SV Schermbeck. Hier war der Routinier für eineinhalb Jahre unumstrittene Nummer 1 im Tor, ehe er zu Beginn der Saison 2011/12 seinen Stammplatz verlor und daraufhin seinen Vertrag beim SVS löste.
Christoph Müller wohnt mit seiner Frau im westfälischen Bocholt und betreibt mittlerweile eine eigene Torwartschule.
Im Sommer 2012 wurde Müller Torwarttrainer beim westfälischen Landesligisten SG Borken, er verließ den Verein jedoch nach einem Jahr wieder. Zur Saison 2013/14 wurde er Co-Trainer beim Oberligisten VfL Rhede. Er gab diese Position zur Saison 2014/15 wegen anderweitiger beruflicher Verpflichtungen auf.